# 門間英毅
門間 英毅（もんま ひでき、1942年9月 - ）は、日本の化学者。工学博士。現在、工学院大学の工学部マテリアル科学科教授。専門は材料化学。

## 研究履歴

### 専任職
- 工学院大学工学部応用化学科教授 (1995/04/01-)
- 工学院大学工学部応用化学科助教授 (1994/04/01-1995/03/31)
- 科学技術庁無機材質研究所総合研究官 (1991/04/01-1994/03/31)
- 科学技術庁無機材質研究所主任研究官 (1979/10/01-1990/04/30)
- 科学技術庁無機材質研究所研究員 (1976/08/01-1979/09/30)
- 東京都立大学工学部助手 (1968/04/01-1986/09/30)
- 東京都立大学工学部助手補 (1967/04/01-1968/03/31)

### 非常勤職
- (独)物質・材料研究機構 客員研究官 (2001/07/01-2006/03/31)
- 科学技術庁無機材質研究所客員研究官 (1994/06/16-2001/03/31)
- 日本電子工学院非常勤講師 (1990/10/01-1991/03/31)
- 科学技術庁研究開発局総合研究課（出向） (1990/05/01-1991/03/31)
- 東京都立大学工学部非常勤講師 (1986/10/01-1987/03/31)

### 委員
- 日本セラミックス協会学術論文誌編集委員会
- 日本セラミックス協会関東支部

### 所属学会・委員会・団体
- 日本セラミックス協会学術論文誌編集委員会
- 日本セラミックス協会関東支部
- 石膏石灰学会
- 無機マテリアル学会
- 日本無機リン化学会
- 日本アパタイト研究会
- エコマテリアル研究会
- フロンティアセラミックス研究会
- 日本バイオマテリアル学会
- 日本セラミックス協会

### 受賞学術賞
- 日本セラミックス協会｢20世紀のセラミックスを先導した12の論文」のひとつに選定(H.Monma and T.Kanazawa, The Hydration of α-Tricalcium Phosphate, Yogyo-Kyokai-Shi, 84, 209(1976) (2000/08/08)
- 日本無機リン化学会学術賞「欠損型アパタイトの新規反応・合成に関する研究」 (1998/06/12)
- 石膏石灰学会永井記念賞「電気化学的に析出させたアパタイトの形態とカルシウム欠損性」 (1994/06/14)
- 科学技術庁長官賞「アパタイト系生体用セメントの研究」 (1990/04/17)
- 日本セラミックス協会学術賞「新しい水和凝結反応の基礎と応用に関する研究」 (1988/05/25)
- 市村賞貢献賞「多孔質アパタイト成形体の製造に関する研究」 (1987/04/28)
- 注目発明選定証「多孔質アパタイト成形体の製造法」 (1984/04/18)
- 石膏石灰学会論文賞「カルシウムのリン酸塩とくにアパタイトの材料化学的研究」 (1981/06/18)

## 主な著書
- 基礎からの無機化学　朝倉書店	2006/03/28
- 機能性セラミックス化学　朝倉書店　2004/10/05
- エコマテリアル学　エコマチリアル研究会監修(日科技連)　2002/03/29
- 自然融合材料　化学工業日報社	1997/04/16
- セラミックス事典　日本セラミックス協会　1997/03/25
- エコマテリアル事典　サイエンスフォーラム　1996/12/16
- セメント・セッコウ・石灰ハンドブック　無機ﾏﾃﾘｱﾙ学会　1996/11/01
- セラミックスの焼結 内田老鶴圃 1995/12/15
- エコマテリアルのすべて 日本実業出版社 1994/02/25
- 機能性セラミックス 日本ファインセラミックス協会　1989/03/20
- Inorganic Phosphate Materials　講談社&Elsevier　1988/12/20
- セラミックデータブック'88　工業製品技術協会　1988/07/08
- 新素材レビュー'88　シーエムシー　1988/03/04
- バイオテクノロジー事典　シーエムシー　1986/10/09
- 石灰石の用途と特性　石灰石鉱業協会　1986/04/01
- 無機リン化学　講談社　1985/05/10
- 新実験化学講座・8　丸善　1977/03/20
- 石膏石灰ハンドブック　技報堂　1972/06/15